# Bataille de Lebanon
Guerre de Sécession
Batailles
Raid de Morgan
- Tebbs Bend
- Lebanon
- Bardstown
- Brandenburg
- Corydon
- Buffington Island
- Old Washington
- Salineville

La Bataille de Lebanon s'est déroulée le 5 juillet 1863,  à Lebanon, Kentucky, pendant le raid de Morgan durant la guerre de Sécession. Les troupes confédérées sous le commandement du brigadier général John Hunt Morgan combattent pendant six heures pour  vaincre la petite garnison de l'Union avant de se diriger vers le nord,  et finalement chevaucher au travers du Kentucky, de l'Indiana, et de l'Ohio avant de se rendre.
Le général Morgan et ses 2 460 cavaliers confédérés triés sur le volet chevauchent vers l'ouest à partir de Sparta au milieu du Tennessee le 11 juin 1863, cherchant à faire diversion face à l'armée de l'Ohio vis-à-vis des forces sudistes présentes dans l'État. Le 23 juin 1863, l'armée du Cumberland de l'Union commence ses opérations contre l'armée du Tennessee du général  Braxton Bragg connues sous l'appellation de la campagne de Tullahoma, et Morgan décide de se déplacer vers le nord. Le 2 juillet 1863, Morgan traverse la rivière Cumberland gonflée par les pluies à Burkesville, Kentucky. Après avoir été défait par les troupes du Michigan le long de la Green River  à la bataille de Tebbs' Bend le 4 juillet 1863, Morgan se retire et fait un mouvement tournant dans l'espoir d'atteindre Louisville, qui est alors faiblement défendue.
Morgan surprend et capture la garnison de l'Union à Lebanon. Avec un temps minimal de préparation, le lieutenant-colonel de l'Union Charles S. Hanson (un frère du général confédéré Roger Hanson) déploie rapidement ses 350 à 400 hommes du 20th Kentucky Infantry derrière des wagons retournés, fait ériger à la hâte des barricades, des palissades et autres couverts. Arrivant dans la ville, Morgan demande formellement la reddition, qui est refusée. Avec un avantage numérique énorme, Morgan repousse rapidement les piquets avancés dans les rues de la ville. Il piège beaucoup de soldats de l'Union dans le dépôt de ferroviaire de Louisville et Nashville, mais le bâtiment en brique bien fortifié assure une excellente protection. Morgan ordonne que l'on mette le feu à des bâtiments proches, dans l'espoir de provoquer la reddition de Hanson. Lors du combat virulent qui dure 6 heures, les troupes de l'Union tuent le frère de Morgan, le lieutenant Thomas Morgan, âgé de 19 ans, au cours de la dernière charge. Le général Morgan capture finalement et libère sur parole les soldats de l'Union. Ses hommes brulent les bureaux de Circuit Clerk et de County Clerk, ainsi que 20 autres bâtiments.